# Bembidion transversale
Bembidion transversale är en skalbaggsart som beskrevs av Pierre François Marie Auguste Dejean. Bembidion transversale ingår i släktet Bembidion och familjen jordlöpare. Inga underarter finns listade i Catalogue of Life.